# LGA 1366
소켓 B(Socket B)는 LGA 1366으로도 불리며 이전 인텔의 서버 및 데스크톱용 소켓인 소켓 T를 대체하기 위해 인텔이 만든 CPU 소켓이다. 1366개의 접점을 가지고 있다.
네할렘 마이크로아키텍처를 따르는 최초의 마이크로프로세서인 코어 i7의 일부에 처음 쓰이게 되며, 최초로 따르게 되는 메인보드 노스브리지 칩셋은 인텔 X58 칩셋이다.
소켓 1366(소켓 B)은 인텔 퀵패스 인터커넥트(QPI)를 사용하여 주로 PCI-익스프레스 컨트롤러 역할을 하는 기능이 제한된 노스브리지에 CPU를 연결한다. 더 느린 DMI는 인텔의 최신 노스브리지 및 사우스브리지 구성 요소를 연결하는 데 사용된다. 이에 비해 인텔의 LGA 1156(소켓 H)은 QPI 링크와 PCI-익스프레스 컨트롤러를 프로세서 자체로 이동하고 DMI를 사용하여 전통적인 사우스브리지 기능을 제공하는 단일 구성 요소 "칩셋"(현재 PCH라고 함)과 인터페이스한다. 핀 번호의 차이는 대부분 제공되는 메모리 채널 수를 반영한다.
2008년 11월 인텔은 이 소켓이 필요한 최초의 프로세서인 코어  i7을 출시했다.
LGA 1366 소켓 및 프로세서는 2012년 초에 단종되었으며, 2011년 11월 14일에 샌디브리지 E-시리즈 프로세서를 지원하는 LGA 2011 및 LGA 1356 소켓으로 대체되었다. 함께 제공되는 LGA 1156은 동시에 단종되었으며 LGA 1155로 대체되었다.

## 참조
1. ↑  “Intel Core i7 Processor Datasheet” (PDF).
2. ↑  “Socket Transition Guidance”. 《Intel》 (미국 영어). 2015년 5월 8일에 원본 문서에서 보존된 문서. 2010년 12월 17일에 확인함.
3. ↑  “Intel Core i7 & i5 Compatibility Sheet” (PDF). 《Intel》 (미국 영어). 2010년 12월 2일에 원본 문서 (PDF)에서 보존된 문서. 2022년 11월 14일에 확인함.
4. ↑  “What chips may come: Nehalem and X58 show up in Taipei”. Bit-Tech. 2008년 5월 30일. 2008년 6월 22일에 원본 문서에서 보존된 문서. 2008년 6월 13일에 확인함.
5. ↑  Knight, Shawn (2011년 12월 8일). “Intel to discontinue LGA 1366 and LGA 1156 processors in 2012”. 《TechSpot》 (미국 영어). 2011년 12월 13일에 확인함.

## 같이 보기
- CPU 소켓
- 네할렘 마이크로아키텍처
- 코어 i7
- 인텔 X58